# Der lange Weg nach Westen
Der lange Weg nach Westen ist eine Darstellung deutscher Geschichte von 1806 bis 1990 in zwei Bänden. Autor des Buches ist der deutsche Historiker Heinrich August Winkler. Das im Jahr 2000 im Verlag C. H. Beck erschienene Werk setzt sich mit der Frage des Deutschen Sonderweges auseinander und schildert den Weg zu einem deutschen Nationalstaat und zur Demokratie in Deutschland.
Der erste Band Der lange Weg nach Westen. Deutsche Geschichte vom Ende des Alten Reiches bis zum Untergang der Weimarer Republik behandelt die Geschichte Deutschlands nach dem Ende des Heiligen Römischen Reiches 1806 bis zur Machtergreifung der Nationalsozialisten unter Adolf Hitler am 30. Januar 1933.
Der zweite Band Der lange Weg nach Westen. Deutsche Geschichte vom „Dritten Reich“ bis zur Wiedervereinigung hat die nationalsozialistische Diktatur und die deutsche Nachkriegsgeschichte bis zur Wiedervereinigung am 3. Oktober 1990 zum Thema.
2002 erhielt Winkler für sein Werk den mit 10.000 Euro dotierten Friedrich-Schiedel-Literaturpreis.
Laut dem Historiker Manuel Becker ist Winklers Buch „zum Standardwerk avanciert“.

## Ausgabe
- Heinrich August Winkler: Der lange Weg nach Westen, Bd. 1, Deutsche Geschichte vom Ende des Alten Reiches bis zum Untergang der Weimarer Republik. C.H. Beck, München 2000, ISBN 3-406-46001-1.
- Heinrich August Winkler: Der lange Weg nach Westen, Bd. 2, Deutsche Geschichte vom „Dritten Reich“ bis zur Wiedervereinigung. C.H. Beck, München 2000, ISBN 3-406-46002-X.

Die beiden Bände sind außerdem in der Schriftenreihe der Bundeszentrale für politische Bildung erschienen.